# Pseudohormius epaphus
Pseudohormius epaphus är en stekelart som först beskrevs av Nixon 1940.  Pseudohormius epaphus ingår i släktet Pseudohormius och familjen bracksteklar. Inga underarter finns listade i Catalogue of Life.